# 山羊座のもとに
『山羊座のもとに』（やぎざのもとに、Under Capricorn）は、1949年のイギリス・アメリカ合作の映画。監督はアルフレッド・ヒッチコック、出演はイングリッド・バーグマンやジョゼフ・コットンなど。テクニカラー作品。
ジョン・コルトンとマーガレット・リンデンの戯曲に基づいたヘレン・シンプソンの同名小説が原作。脚本は、ヒューム・クローニンの原本からジェームス・ブライディによって書かれた。

## 概要
19世紀のオーストラリア・シドニーを舞台に三角関係を題材とした作品。
原題は、オーストラリアを二分する南回帰線に因むと同時に、やぎ座のヤギが「肉欲」の象徴であることにも因んでいる。
ヒッチコック自らが「失敗作」と否定的な評価をしていることでも知られる。初公開直時は興行も評価も低く、これについて、観客が期待した（それまでの作品のような）スリラーの要素が少なかったことや、公開時にイングリッド・バーグマンが不倫関係のスキャンダルを報道されたことが理由とされている。その後、ヒッチコックのカルト的映画となって評価を取り戻した。
日本では劇場未公開だが、東芝映像ソフトからビデオ（VHS/β）で発売された。現在はパブリックドメインとなっているためDVDが発売されている。2017年から2018年にかけて東京のシネマヴェーラ渋谷で行われたヒッチコックの特集上映で、他作品とともに上映された。

## あらすじ
19世紀のある日、イギリス総督の甥チャールズは、一攫千金を狙って、流刑地として知られるオーストラリアのシドニーを訪れ、犯罪者上がりの有力者フラスキーの妻、ヘンリエッタと知り合う。

## キャスト
| 役名         | 俳優                     | 日本語吹替                                                                                      | 日本語吹替 | 日本語吹替 |
| 役名         | 俳優                     | PDDVD版                                                                                         | テレビ版   |            |
| ------------ | ------------------------ | ----------------------------------------------------------------------------------------------- | ---------- | ---------- |
| ヘンリエッタ | イングリッド・バーグマン | 日野由利加                                                                                      | 谷育子     |            |
| サム         | ジョゼフ・コットン       | てらそままさき                                                                                  | 糸博       |            |
| チャールズ   | マイケル・ワイルディング | 最上嗣生                                                                                        |            |            |
| ミリイ       | マーガレット・レイトン   | 加納千秋                                                                                        |            |            |
| 総督         | セシル・パーカー         | 佐々木敏                                                                                        |            |            |
| コリガン     | デニス・オディア         |                                                                                                 |            |            |
| ウィンター   | ジャック・ワトリング     |                                                                                                 |            |            |
| その他       |                          | 赤城進 中村浩太郎 櫛田泰道 原田晃 ふくまつ進紗 小川輝晃 田中結子 村上あかね 七瀬みーな 井口泰之 |            |            |
|              |                          |                                                                                                 |            |            |
| 演出         |                          | 羽田野千賀子                                                                                    |            |            |
| 翻訳         |                          | 塩崎裕久                                                                                        |            |            |
| 制作         |                          | ミックエンターテイメント株式会社                                                                |            |            |

- テレビ版：「南回帰線」の題で放送[6]

ヒッチコックのカメオ出演
- 本作では総督のレセプションを聞く男、総督官邸の外階段にいる3人のうちの1人である。

## スタッフ
- 監督: アルフレッド・ヒッチコック
- 製作: シドニー・バーンスタイン、アルフレッド・ヒッチコック
- 原作: ヘレン・シンプソン
- 脚本: ジェームズ・ブリディ
- 潤色: ヒューム・クローニン
- 撮影: ジャック・カーディフ、ポール・ビーソン、イアン・クレイグ

## 制作
『パラダイン夫人の恋』公開後に独立したヒッチコック監督の第一作。原作の叙情性が気にいったため製作に至ったという。
主演には、『汚名』『白い恐怖』に続きイングリッド・バーグマンが起用された。普段は仲のいい二人だが、本作撮影中のヒッチコックはバーグマンの演技を気に入っておらず、バーグマンもヒッチコックの撮影技法や演技指導についてよく思っていなかったため喧嘩が絶えなかったという。
バーグマンはヒッチコック独特の長回し演出について、後に「11分間もカメラはわたしを追い回し、最初から最後まで喋りっぱなしだった。まるで悪夢だった」と打ち明けている。また、バーグマンは演技で納得できないことをヒッチコックと話し合おうとした際、議論嫌いのヒッチコックは「イングリッド、たかが映画じゃないか」と彼独特の答えを返したという。一方でヒッチコックは公開後、バーグマンの起用が興行が失敗した第一原因に挙げており、「ハリウッドナンバー1の彼女を手に入れて、得意になって思い上がっていたことがまちがいだった。この映画は出発点から虚飾のカタマリだった」という手厳しい反省をしている。